# Jan Drapała
Jan Drapała (ur. 17 czerwca 1899 we Lwowie, zm. na przełomie marca i kwietnia 1945) – polski piłkarz, bramkarz, lekkoatleta, tenisista.
W reprezentacji Polski wystąpił tylko raz, w rozegranym 3 października 1926 spotkaniu ze Szwecją, które Polska przegrała 1:3. Na kilka minut zastąpił Stefana Kisielińskiego. Był wówczas piłkarzem Czarnych Lwów.